# Husajn
Husajn, Husejn, Hussein (arab. حسین) to popularne na Bliskim Wschodzie imię pochodzenia arabskiego. Imię to jest popularne szczególnie wśród szyitów, ze względu na Husajna ibn Alego, wnuka Mahometa, trzeciego imama szyitów.

## Osoby

### Osoby noszące to imię
- Husajn Abid al-Madżid – ojciec Saddama
- Husajn Kāmil (1853–1917) – były sułtan Egiptu i król Sudanu
- Husajn Said (ur. 21 stycznia 1958) – były iracki piłkarz
- Husajn Sulajmani (ur. 21 stycznia 1977) – piłkarz saudyjski, występujący na pozycji obrońcy
- Husajn ibn Ali (około 626 – 10 października 680), trzeci lub drugi imam szyicki
- Husajn ibn Talal – zmarły król Jordanii

### Osoby noszące to imię (jako drugie lub kolejne)
- Barack Hussein Obama Sr. – ojciec Baracka Obamy (prezydenta Stanów Zjednoczonych)
- Barack Hussein Obama II – 44. prezydent Stanów Zjednoczonych

### Osoby noszące to nazwisko
- Saddam Husajn – były dyktator Iraku